# Gare de Ksar Sghir
Pour les articles homonymes, voir Seghir.
La gare de Ksar Sghir est une gare ferroviaire située à Ksar Sghir au Maroc.
Réalisé par l'architecte Ouassini Mohammed, sa superficie est de 70 000 m2. Elle a été inaugurée par le roi du Maroc, Mohammed VI.